# Wolfram Kopfermann
Wolfram Kopfermann (* 2. Januar 1938 in Beverungen; † 21. November 2018 in Hamburg) war ein deutscher Theologe und Begründer der Freikirche Anskar-Kirche sowie theologischer Buchautor.

## Leben und Wirken
Kopfermann studierte evangelische Theologie in Bethel, Heidelberg und Erlangen sowie Soziologie in Heidelberg, Erlangen und Nürnberg. In den Jahren 1963 bis 1969 war er wissenschaftlicher Assistent am Seminar für Systematische Theologie der Universität Erlangen-Nürnberg. Unter anderem zählte er zum Marburger Kreis. Im Anschluss war er zunächst im Vikariat in Büchenbach bei Erlangen, daraufhin dann auch im Pfarrdienst in Bayern tätig, später dann als Pastor an der Hauptkirche St. Petri in Hamburg. Hier erlebte er in den 1980er Jahren einen sogenannten geistlichen Aufbruch mit, den er wesentlich mitprägte. Seine charismatischen Sonntagabend-Gottesdienste besuchten um die 1.000 evangelische Christen. Von 1978 bis 1988 war Kopfermann Leiter der Geistlichen Gemeinde-Erneuerung in der Evangelischen Kirche in Deutschland. Der von ihm entwickelte „Grundkurs des Glaubens“ wird bis heute in vielen Gemeinden in Deutschland durchgeführt. 1988 legte er sein Amt als Pastor in der St.-Petri-Kirche nieder, trat aus der Evangelisch-lutherischen Landeskirche aus und gründete in Hamburg die Freikirche Anskar-Kirche, die seitdem von ihm geleitet wurde.
Heute ist die Anskar-Kirche Deutschland eine bundesweite Freikirche mit Gemeinden in Hamburg, Marburg, Bad Arolsen, Offenbach und Wetzlar sowie einer eigenen theologischen Ausbildungsstätte für Hauptamtliche, dem Anskar-Kolleg.
Die Leitung der Gemeinde Hamburg-Mitte gab Kopfermann im Januar 2008 an Tillmann Krüger ab.
Kopfermann war ferner Autor einiger theologischer Bücher zum Thema Gemeindebildung, Gemeindeerneuerung und Gemeindeaufbruch.

## Privates
Kopfermann war seit 1963 mit seiner Frau Dietlinde verheiratet. Das Paar hatte zwei Söhne, einer davon war der Pianist und Komponist Matthias Kopfermann (* 3. Dezember 1964, ✝ 18. Juli 2022), der andere ist der christliche Musiker Arne Kopfermann.

## Werke
- Farbwechsel. Ein Grundkurs des Glaubens. C-&-P-Verlag, Mainz 1990; 9. Auflage 2009, ISBN 978-3-86770-008-5.
- Abschied von einer Illusion. Volkskirche ohne Zukunft. C-&-P-Verlag, Hamburg 1990; 2. Auflage 1990, ISBN 3-928093-25-8.
- Grundkurs des Glaubens. Leiterhandbuch. C-&-P-Verlag, Mainz 1992; 2. Auflage 1994, ISBN 3-928093-20-7.
- Macht ohne Auftrag. Warum ich mich nicht an der „geistlichen Kriegführung“ beteilige. C-&-P-Verlag, Emmelsbüll 1994, ISBN 3-928093-35-5, ISBN 3-906644-19-7.
- Aufbruch in ein neues Land. Glauben lernen mit Abraham. Brockhaus, Wuppertal 1997, ISBN 3-417-24405-6.
- Wir brauchen Erweckung. Was Gott denen schenken kann, die sich danach ausstrecken. Brockhaus, Wuppertal 2002, ISBN 3-417-11254-0.
- Heiligung. Teilhabe an der neuen Schöpfung. Biblische Grundlegung und geistliche Einübung. Brunnen, Gießen 2008, ISBN 978-3-7655-1416-6.